# يانيك باخمان
يانيك باخمان (بالألمانية: Janik Bachmann)‏ هو لاعب كرة قدم ألماني في مركز الوسط، ولد في 6 مايو 1996 في غروس-أومشتات في ألمانيا. لعب مع هانوفر 96.

## وصلات خارجية
- يانيك باخمان على موقع قاعدة بيانات كرة القدم.إي يو (الإنجليزية)
- يانيك باخمان على موقع Soccerway.com (الإنجليزية)
- يانيك باخمان على موقع عالم كرة القدم.نت (الإنجليزية)